# 蝙蝠俠 (1989年電影)
《蝙蝠侠》（英語：Batman）是一部於1989年上映的美國超級英雄電影，劇情根據DC同名漫畫《蝙蝠侠》改编，由提姆·波頓執導，電影的劇情以1986年法蘭克·米勒（Frank Miller）的短篇漫画集《蝙蝠俠：黑暗騎士歸來》为基础。電影由麥可·基顿、傑克·尼科爾森、金·貝辛格、羅伯特·烏爾及帕特·亨格爾主演。《蝙蝠侠》也是蝙蝠侠系列电影的首部作品，而續集包含《蝙蝠俠大顯神威》（1992年）、《蝙蝠侠3》（1995年）、《蝙蝠俠與羅賓》（1997年）。

## 劇情
犯罪盛行的高譚市即將迎接建城兩百週年紀念，現任市長博格任命哈維·丹特為城市的新檢察官後，宣佈丹特將與警察局長詹姆斯·高登聯合肅清城市的所有犯罪組織。但除了市政府以外，在城市的陰暗巷子中，出沒著一名飛簷走壁、打擊犯罪的黑暗私刑者「蝙蝠俠」，他會在黑暗中出手制止任何罪犯，將其擊昏後會立即消失無蹤，讓警察或有關部門前來拘捕抓獲的罪犯。蝙蝠俠的行動神秘讓官方判定為無稽之談，但也有部分媒體人士一直在持續追蹤他，當中包括高譚市著名調查記者亞歴山大·諾克斯，以及一名新來城市不久的著名攝影記者維琪·維爾。
蝙蝠俠的真實身份為城市億萬富翁布魯斯·韋恩，童年時目睹父母在一條小巷裏遭遇兩名罪犯搶劫殺害，受陰影影響而在長大後成為蝙蝠俠來懲戒罪犯。布魯斯作為兩百週年紀念的募捐人，在自家莊園舉辦募捐派對。布魯斯在派對上結識維琪，兩人很快就對彼此產生愛意。但過程中，布魯斯得知高登緊急去執行任務後，便立刻著裝前去調查。高譚市勢力最大的黑幫大佬卡爾·格森姆，作為被丹特掃清的最大目標；他得知情人艾莉西亞暗中跟他的左右手傑克·納皮爾廝混後，便設計傑克前去他名下的艾西斯化工廠銷毀相關文件，聯絡和他有交情的腐敗警察隊長麥斯·埃克哈特去剷除他。
中計的傑克在化工廠後遭受埃克哈特的警隊圍捕，而高登的介入使埃克哈特無法對傑克實行擊斃。蝙蝠俠到場幫忙逮捕幾名黑幫打手，首次出現在高登等警察面前。傑克在頂樓上遠距離槍殺背叛他的埃克哈特，但跟蝙蝠俠正面交鋒時不慎跌進硫酸池中被認定死亡；蝙蝠俠則用繩索從屋頂逃跑。然而，傑克幸運地被下水管道沖出去而存活，找地下醫師動緊急手術後發現他已淪為白皮膚、紅嘴唇、以及綠頭髮的一副駭人模樣，瞬間陷入瘋狂後開始放聲大笑。傑克以鬼牌命名自己的新身份「小丑」現身在格森姆面前，報復並殺死他後接管其黑幫帝國。
小丑成立軍隊後開始威懾整座城市，小丑相繼殺死多名和格森姆有勾結的黑幫人士與市府官員，並親自研製一種能夠使人催笑到死的化學毒藥配方，混入城市大量化學產品中，使多名受害者使用下毒產品後集體面帶笑容死去。小丑尋找蝙蝠俠的線索時同樣迷戀上維琪，因此將她騙到高譚美術館中見面。小丑釋放毒氣殺光美術館中的其他客人後跟維琪約會，但蝙蝠俠突然開蝙蝠車救走維琪，撤退回他的基地蝙蝠洞裡。蝙蝠俠為維琪提供化解毒藥的配方資料後將她送回家，資料發佈出去使城市脫離小丑掌控，而氣急敗壞的小丑發誓要消滅蝙蝠俠。
布魯斯感覺對維琪感到抱歉而以本人形式去見她，準備好將其身份告訴她，但小丑卻在途中跑進來打斷兩人。布魯斯試圖用演戲將小丑趕跑，但小丑的一句話「你有沒有在淡淡的月色下與魔鬼共舞？」讓布魯斯大吃一驚，而布魯斯被小丑一槍命中，但靠藏在衣服中的金屬板擋下子彈而保全性命。布魯斯想起槍殺他父母的主犯，饒他一命的時候曾經問過相同的問題，推斷出小丑就是殺害他父母的真兇。然而這時，維琪突然被布魯斯的管家阿福·潘尼沃斯請進蝙蝠洞中，從而得知布魯斯的真實身份；而布魯斯認為小丑一天在世，就沒辦法延續他們倆的感情。
由於近期發生的種種災難，博格市長本決定取消兩百週年紀念儀式，但小丑對外宣佈他將會主持這次的派對，承諾他會當眾撒下兩千萬美元的鈔票，並對蝙蝠俠下戰書。當晚，蝙蝠俠駕駛蝙蝠車摧毀艾西斯化工廠，小丑當時已經靠撒錢來吸引大批民眾來到城市廣場，但他後來通過大型氣球來對廣場上散播毒氣。蝙蝠俠駕駛蝙蝠戰機切斷所有氣球後拯救所有民眾，小丑非常氣憤，於是伸長自己的左輪手槍的槍管，一𣊬間擊落戰機，並綁架維琪往高譚市最高塔的高譚大教堂頂樓走。蝙蝠俠忍著傷痛擊敗所有阻攔他的小丑打手，來到樓頂和小丑正面交鋒。當小丑準備搭直升機溜之大吉時，蝙蝠俠通過繩索將小丑的腿和一塊神龍雕像拴在一起，導致小丑最終支撐不住，從高處掉下去當場摔死。命垂一線的維琪隨後得救，警察找到小丑“含笑而終”的遺體，並逮捕其所有餘黨。
事情過後，蝙蝠俠被民眾和市府譽為城市英雄，高登為所有人展示呼叫蝙蝠俠專用的「蝙蝠信號」，而丹特對此感激之下決定從此和蝙蝠俠聯手肅清罪惡。維琪離場後被阿福的車送回韋恩莊園，阿福告知她布魯斯會晚回去。而當時，蝙蝠俠聳立在城市屋頂上，觀望著他的蝙蝠信號燈。

## 演員
- 麥可·基顿 飾演 布鲁斯·韋恩／蝙蝠俠
- 傑克·尼科爾森 飾演 傑克·納皮爾／小丑
- 金·貝辛格 飾演 維琪·維爾
- 羅伯特·烏爾 飾演 亞歷山大·諾克斯
- 帕特·亨格爾 飾演 詹姆斯·高登局長
- 比利·迪·威廉斯 飾演 哈維·丹特
- 麥可·高福 飾演 阿福·潘尼沃斯
- 傑克·帕蘭斯 飾演 卡爾·格森姆
- 崔西·沃特（英语：Tracey Walter） 飾演 鮑勃
- 李·華萊斯（英语：Lee Wallace (actor)） 飾演 博格市長

## 評價
《蝙蝠俠》收穫了普遍好評。根據爛蕃茄上收集的68篇專業影評文章，其中49篇給出了「新鮮」的正面評價，「新鮮度」為72%，平均得分6.6分（滿分10分），而基於另一影評網站Metacritic上的21篇評論文章，其中16篇予以好評，0篇負評，5篇褒貶不一，平均分為69（滿分100）。

## 榮譽
美國電影學會在於2003年評選的AFI百年百大英雄與反派中，將蝙蝠俠列於英雄中的第46名，而小丑則位居反派中的第45名。
- 1998年：AFI百年百大電影（提名）[5]
- 2001年：AFI百年百大驚悚電影（提名）[6]
- 2003年：AFI百年百大英雄與反派
  - 小丑 - 名列反派中的第45名
  - 蝙蝠俠 - 名列英雄中的第46名
- 2005年：AFI百年百大電影台詞
  - 「你有沒有在淡淡的月色下與魔鬼共舞？」（提名）[7]
- 2005年：AFI百年電影史電影配樂（提名）[8]
- 2008年：AFI十大類型十大佳片
  - 奇幻片（提名）[9]